# المبادرة الدولية لدعم القرار
المبادرة الدولية لدعم اتخاذ القرار هي شراكة بين الحكومات والجامعات ومراكز البحوث التي تساعد صناع السياسة الصحية على اتخاذ قرارات أفضل. تستهدف المبادرة الدولية لدعم اتخاذ القرار البلاد منخفضة ومتوسطة الدخل، ومساعدتها على إعطاء الأولوية للتدخلات الصحية كوسيلة نحو التغطية الصحية الشاملة أطلقت المبادرة الدولية لدعم اتخاذ القرار في نوفمبر 2013 كنتيجة لمجموعة عمل مركز التنمية العالمية لعام 2012.

## الشراكات
المنظمات التالية هي شركاء المبادرة الدولية لدعم اتخاذ القرار الأساسيين:
- المجموعة العالمية للصحة والتنمية (GHD)
- برنامج التدخل الصحي وتقييم التكنولوجيا، تايلاند (HITAP)
- مركز التنمية العالمية[3]
- دروس فعالة من حيث التكلفة والأولوية لتعزيز النظام، جنوب إفريقيا (PRICELESS SA)

ومن بين الشركاء الآخرين مركز الاقتصاد الصحي (في جامعة يورك)، كلية إمبريال في لندن، إتاد، معهد جونز هوبكنز بيرمان لأخلاقيات البيولوجيا، كلية لندن للصحة والطب الاستوائي، ميتوس، مكتب اقتصاديات الصحة، جامعة غلاسكو، وجامعة ستراثكلايد.

## التمويل
تتلقى المبادرة الدولية لدعم اتخاذ القرار تمويلًا من مؤسسة بيل وميليندا جيتس،، ووزارة التنمية الدولية بالمملكة المتحدة، ومؤسسة روكفيللر.
في ديسمبر 2015، تلقت المبادرة الدولية لدعم اتخاذ القرار 12.8 مليون دولار في شكل تمويل من مؤسسة بيل وميليندا جيتس للمرحلة الثانية من عملياتها.

## العمل
عملت المبادرة الدولية لدعم اتخاذ القرار في الصين، والهند، وإندونيسيا، وميانمار، والفلبين، وجنوب إفريقيا، وفيتنام "كبلدان تركيز"، ولكنها عملت أيضًا في بلدان إضافية.
ركزت معظم أعمال المبادرة على الأمراض غير السارية، ووفيات الأمهات والأطفال، وتحديد الأولويات العامة.
كجزء من تركيزها على الرعاية الصحية الشاملة، عملت المبادرة أيضًا على تحديد أولويات الصحة العقلية.
المبادرة الدولية لدعم اتخاذ القرار هي أحد المتعاونين مع مشروع أولويات مكافحة الأمراض (النسخة الثالثة/ DCP3).